# Kurt-Tucholsky-Preis (Deutschland)
Der Kurt-Tucholsky-Preis ist eine deutsche Auszeichnung für literarische Publizistik.
Der Kurt-Tucholsky-Preis für „engagierte und sprachlich prägnante Werke der literarischen Publizistik“ wurde erstmals 1995 und wird seit 1997 alle zwei Jahre von der Kurt-Tucholsky-Gesellschaft und (bis 2003) der Kurt-Tucholsky-Stiftung vergeben an Journalisten oder Publizisten, die „den ‚kleinen Formen‘ wie Essay, Satire, Song, Groteske, Traktat oder Pamphlet verpflichtet sind. […] Ihre Texte sollen im Sinne Tucholskys der Realitätsprüfung dienen, Hintergründe aufdecken und dem Leser bei einer kritischen Urteilsfindung helfen“.
Der Preis wurde aus Anlass des 60. Todestags von Kurt Tucholsky gestiftet und war bis 2013 mit 3000 Euro dotiert. Seit 2015 beträgt die Dotierung 5000 Euro. Die Kurt-Tucholsky-Stiftung beteiligte sich 2003 zum letzten Mal an der Finanzierung des Preises.

## Preisträger
- 1995: Konstantin Wecker
- 1996: Heribert Prantl
- 1997: Kurt Marti
- 1999: Daniela Dahn
- 2001: Harry Pross
- 2003: Wolfgang Büscher
- 2005: Erich Kuby
- 2007: Lothar Kusche und Otto Köhler
- 2009: Volker Weidermann
- 2011: Deniz Yücel
- 2013: Mario Kaiser
- 2015: Jochanan Trilse-Finkelstein[2][3]
- 2017: Sönke Iwersen[4]
- 2019: Margarete Stokowski[5]
- 2021: Mely Kiyak[6]
- 2023: Alexander Estis[7]